# Nicanor (diácono)
Nicanor (diácono) o San Nicanor fue uno de los siete primeros diáconos del cristianismo primitivo. Aparte de la mención de su nombre en la lista de los primeros diáconos (Ac 6:3-5), en los escritos neotestamentarios no se le nombra más. 
Las tradiciones posteriores asociadas al nombre de Nicanor son muy poco fiables.

## Hagiografía
Fue uno de los siete primeros diáconos de la Iglesia de Jerusalén.  Estos diáconos debían administrar los bienes que los cristianos entregaban a los apóstoles para beneficio de la comunidad y el sostén de pobres, enfermos, viudas y huérfanos. Asimismo ayudaban a los presbíteros en la predicación y en la distribución de la Eucaristía. 
Dice la tradición que fue enviado por los apóstoles a Chipre para evangelizarlo, donde además siguió practicando la caridad.
La tradición es ambivalente en cuanto al lugar de su martirio, que fue en el siglo I. Así, por una parte se dice que sufrió el martirio en Jerusalén en compañía de San Esteban, considerado el primer mártir cristiano, mientras que otras fuentes hablan de su martirio en Chipre.

## Culto
La fiesta se celebra el 10 de enero para los ritos católico y ortodoxo. Se puede celebrar también su onomástica el 4 de junio.

## Cita
Actas de los Apóstoles, capítulo 6, versículos 3 a 5:

Por aquellos días, al multiplicarse los discípulos, hubo quejas de los helenistas contra los hebreos, porque sus viudas eran desatendidas en la asistencia cotidiana. Los Doce convocaron la asamblea de los discípulos y dijeron: «No parece bien que nosotros abandonemos la Palabra de Dios por servir a las mesas. Por tanto, hermanos, buscad de entre vosotros a siete hombres, de buena fama, llenos de Espíritu y de sabiduría, y los pondremos al frente de este cargo; mientras que nosotros nos dedicaremos a la oración y al ministerio de la Palabra.» Pareció bien la propuesta a toda la asamblea y escogieron a Esteban, hombre lleno de fe y de Espíritu Santo, a Felipe, a Prócoro, a Nicanor, a Tímon, a Pármenas y a Nicolás, prosélito de Antioquía; los presentaron a los apóstoles y, habiendo hecho oración, les impusieron las manos.
Hechos de los Apóstoles 6:1-6